# Stazione di Belgodere
La stazione di Belgodere (in francese: Gare de Belgodère, in corso: Gara di Bargudè) è una fermata ferroviaria della linea Ponte Leccia – Calvi posta nel comune di Occhiatana e a servizio del centro abitato di Belgodere. Si trova a quattro chilometri di distanza da entrambi i centri abitati.
Di proprietà della Collectivité Territoriale de la Corse (CTC), è gestita dalla Chemins de fer de la Corse (CFC).

## Storia
Aperta nel 1890 assieme al tronco Palasca – Calvi della ferrovia Ponte Leccia-Calvi, in origine era una stazione ferroviaria. In seguito è stata declassata a fermata e privata del secondo binario.

## Strutture ed impianti
La stazione è dotata del tipico fabbricato viaggiatori delle linee corse. È presente la ritirata. Entrambi gli edifici non sono più impiegati per il servizio viaggiatori.
Il piazzale è composto dal solo binario di corsa.